# ياغ ميش (نارستان)
یاغ میش (بالفارسية: یاغ میش) هي قرية تقع في إيران في قسم نارستان الريفي.